# A-103
A-103 (SA-9) — 12-й старт по программе Аполлон, 3-й орбитальный полет макета корабля Аполлон, использовалась ракета-носитель Сатурн-1, состоялся 16 февраля 1965 года.

## Подготовка

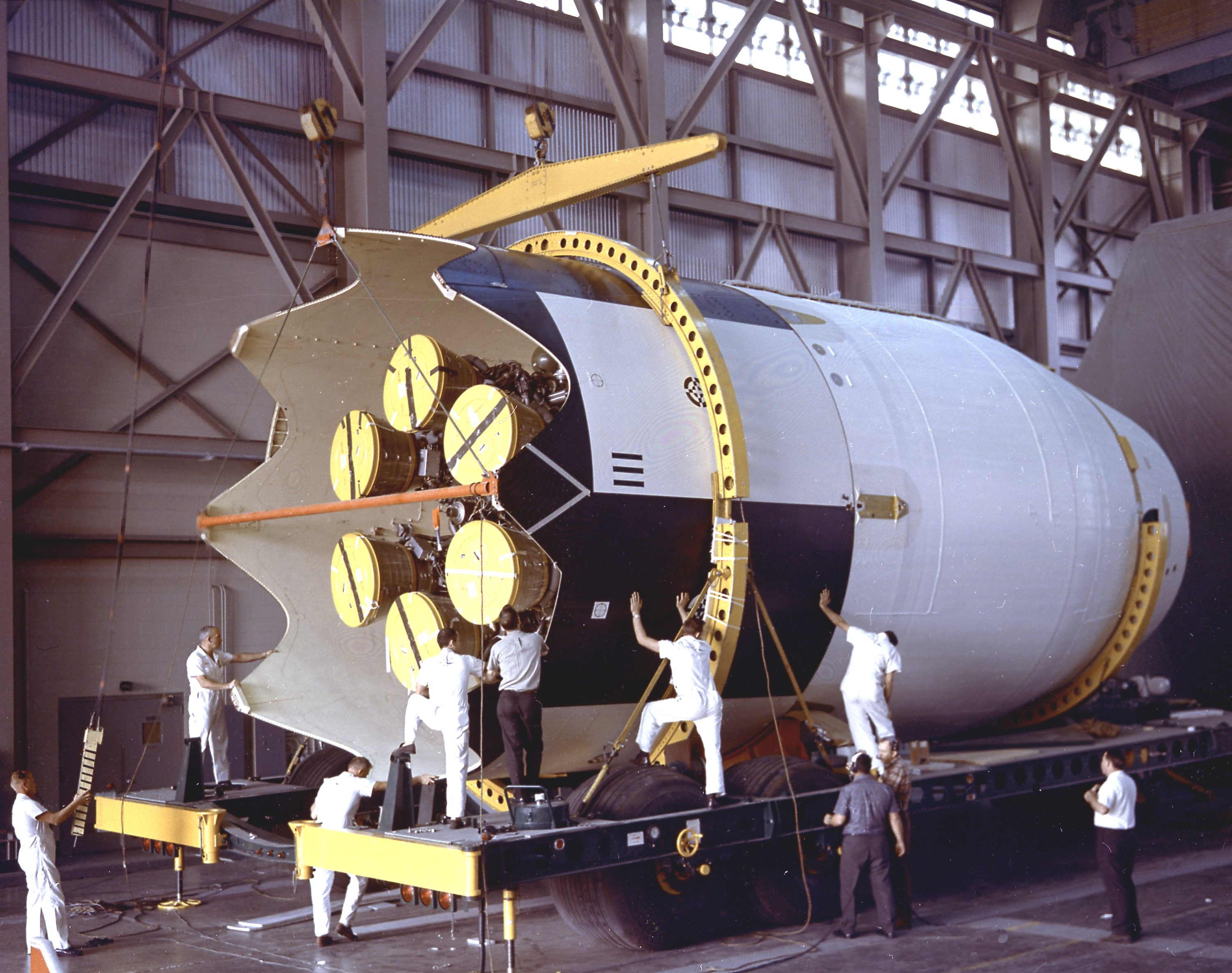
Вторая ступень A-103 (SA-9).

Из 12 задач полета две касались спутника Пегас-1, восемь — ракеты-носителя, одна — системы аварийного спасения (САС), и последняя — процесса разделения картонных макетов командного и служебных модулей. Задачи спутника — проверка работоспособности систем и сбор данных о микрометеоритах на околоземной орбите. Из-за необходимости вывести спутник Пегас-1 на целевую орбиту, траектория этого запуска существенно отличалась от всех предыдущих пусков Сатурна-1.

## Старт

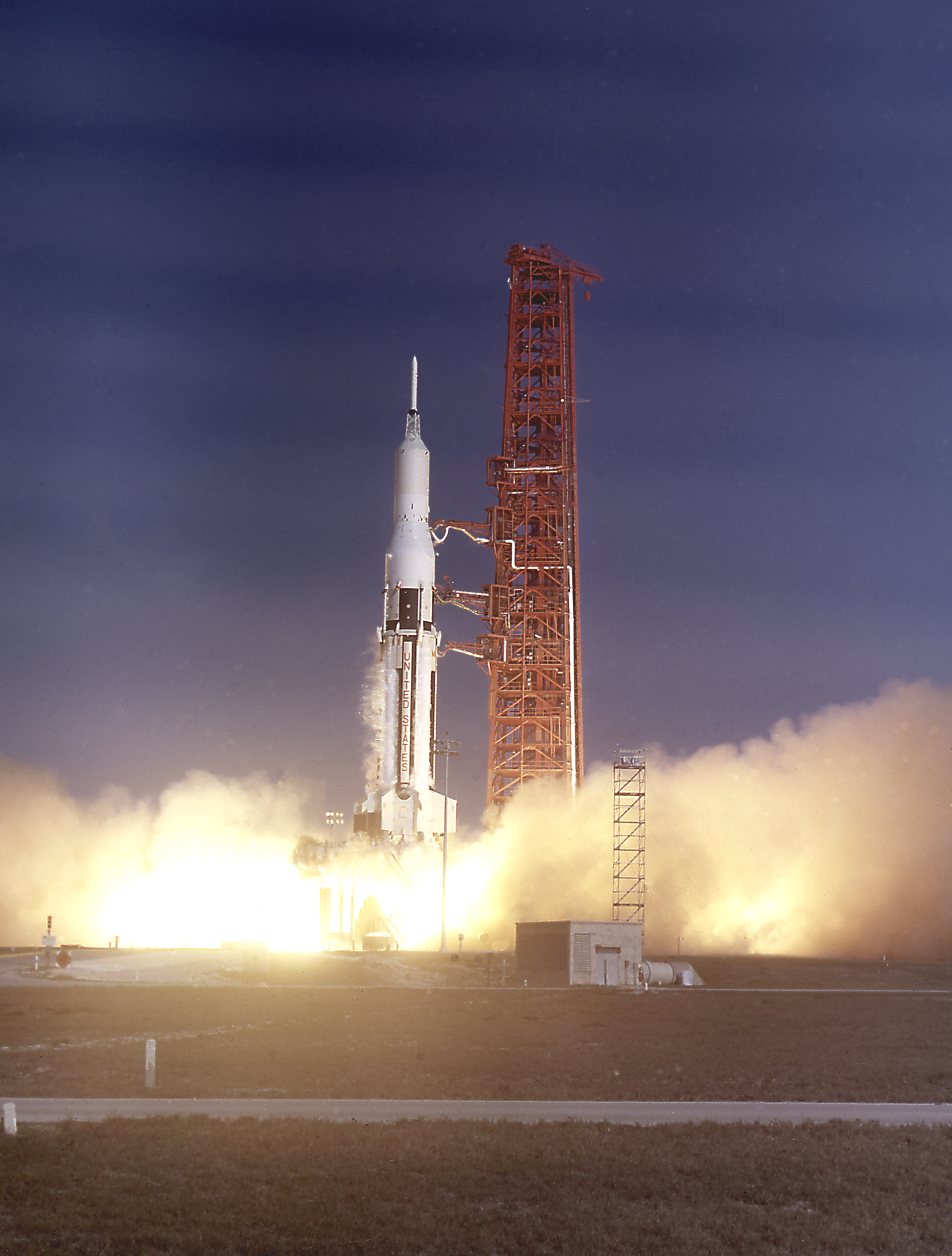
Стартует A-103 (SA-9).

Ракета-носитель состояла из первой ступени S-I, второй ступени S-IV и приборного отсека над второй ступенью. Космический корабль включал картонные макеты командного и служебного модулей (BP 16), был оснащён системой аварийного спасения (САС) и соединялся со второй ступенью переходником, прикрепленным к приборному отсеку. На орбите макет служебного модуля сбрасывался, а размещённый внутри него спутник Пегас-1 оставался на переходнике и летал вместе с отработавшей второй ступенью S-IV. Система аварийного спасения была отстрелена на этапе выведения, а картонные командный и служебный модули по очереди сброшены после выхода на орбиту. Спутник весил приблизительно 1 805 кг и был размером 5,28х2,13х2,41 м, размах развернутых детекторных панелей спутника составлял 29,3 м.

## Спутник Пегас

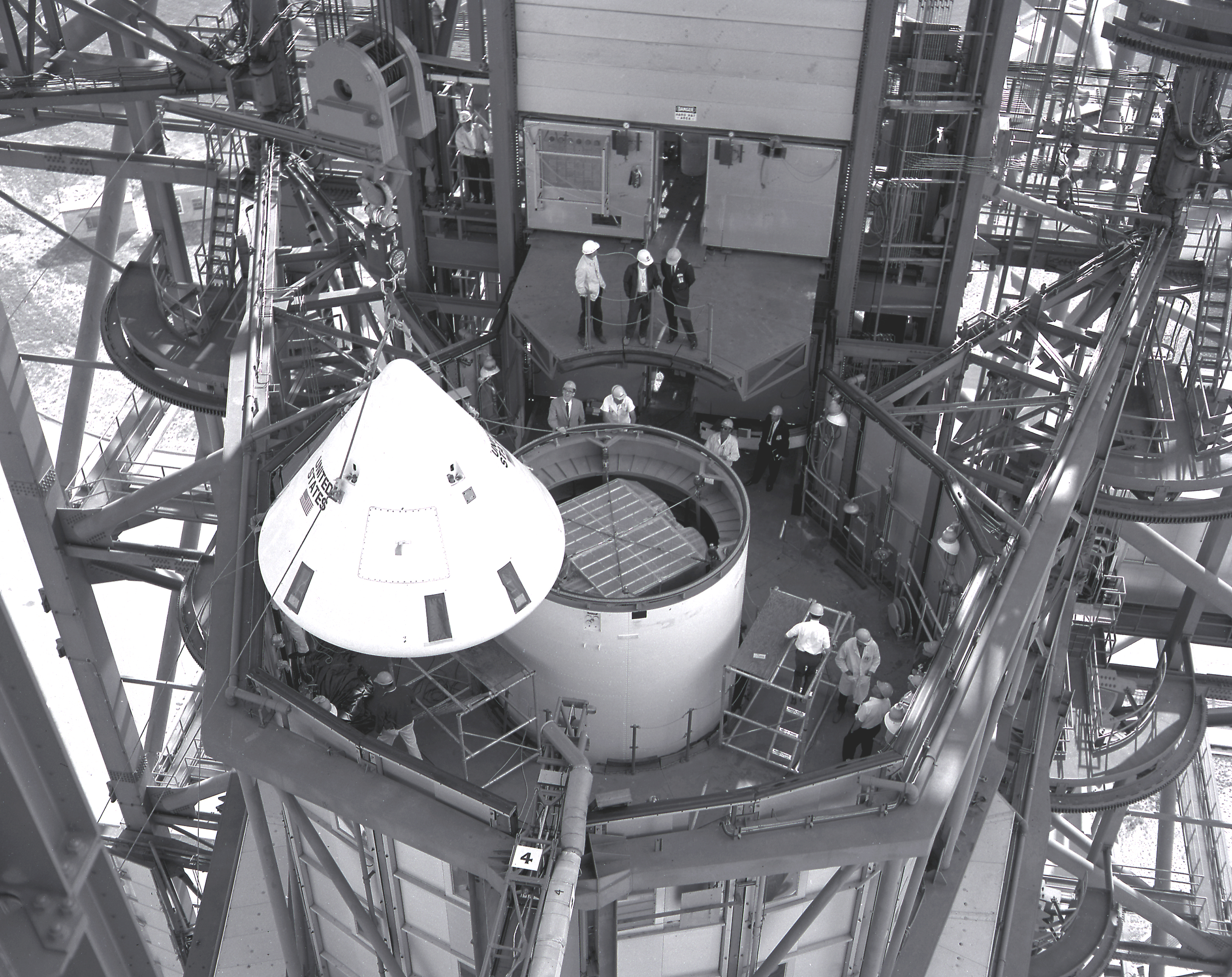
Спутник Пегас внутри макета корабля Аполлон.
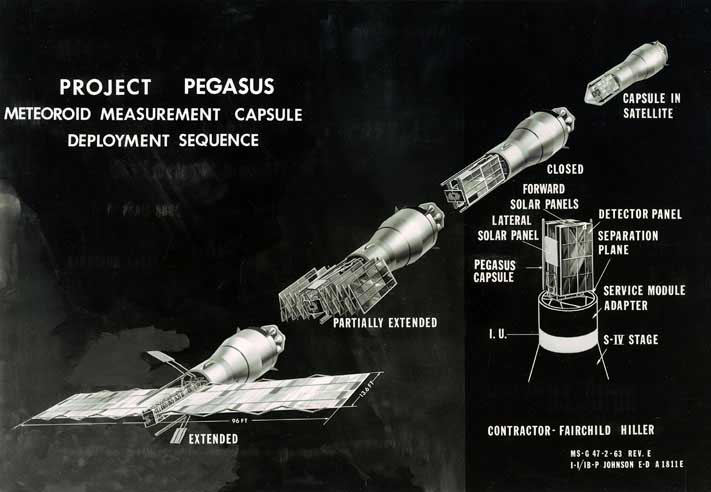
Схема выведения спутника Пегас на орбиту.
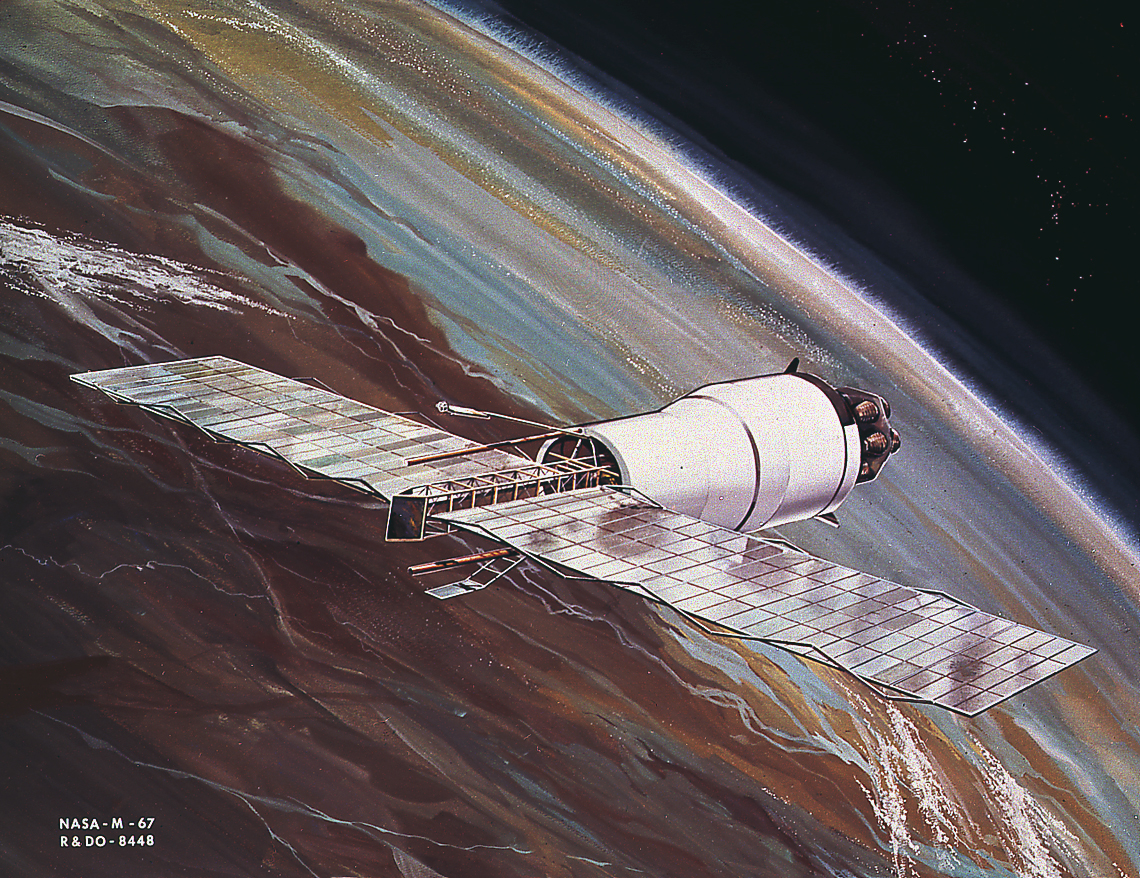
Спутник Пегас в космосе (рисунок).